# Gamera: Super Monster
Gamera: Super Monster (宇宙怪獣ガメラ, Uchu Kaijū Gamera, Space Monster Gamera) is een Japanse film uit 1980, en de achtste van de Gamera-films. Het is de laatste Gamerafilms van de Showareeks.

## Verhaal
De ruimtepiraat Zanon heeft zijn zinnen gezet op de aarde. Hij heeft alle monsters die Gamera ooit bevocht weer tot leven gebracht, en laat ze tegelijkertijd los.
Gamera reist de planeet af en verslaat de monsters een voor een. Vervolgens offert hij zichzelf op om ook Zanon en diens schip te vernietigen.

## Rolverdeling
| Acteur          | Personage        |
| --------------- | ---------------- |
| Mach Fumiake    | Kilara           |
| Yaeko Kojima    | Marsha           |
| Yoko Komatsu    | Mitan            |
| Keiko Kudo      | Giruge           |
| Koichi Maeda    | Keiichi          |
| Toshie Takada   | Keiichi's Mother |
| Osamu Kobayashi | 'Zanon' Captain  |

## Achtergrond
De film bestaat vrijwel geheel uit oud beeldmateriaal uit de vorige Gamerafilms. Alle monsters uit de Showareeks doen in deze film mee, maar hun gevechten met Gamera zijn derhalve identiek aan die uit de voorgaande films.
De film werd gemaakt als laatste poging om Daiei uit de financiële problemen te helpen. Dit mislukte echter daar veel fans dit de slechtste van alle Gamerafilms vonden. Daarom duurde het 15 jaar voordat er weer een Gamerafilm werd gemaakt.

## Trivia
- Het bekende Gamera themalied is afwezig in deze film.
- Het schip van Zanon vertoont sterke overeenkomsten met een Imperial Star Destroyer. Dit werd gedaan om mee te liften op het succes van de Star Wars films.